# نارک بگلریان
نارک سامولی بگلریان (ارمنی: Նարեկ Սամվելի Բեգլարյան؛ زادهٔ ۱ سپتامبر ۱۹۸۵) بازیکن فوتبال اهل ارمنستان است.

## باشگاهی
از باشگاه‌هایی که در آن بازی کرده‌است می‌توان به گاندزاسار کاپان، میکا، و آلاشکرت اشاره کرد.